# Чередело (Верона)
Чередело је насеље у Италији у округу Верона, региону Венето.
Према процени из 2011. у насељу је живело 511 становника. Насеље се налази на надморској висини од 252 м.